# Parler tout bas
Singles de Alizée
L'Alizé
(2000) Gourmandises
(2001)
Pistes de Gourmandises
Mon maquis Veni, vidi, vinci
Parler tout bas est le troisième single de chanteuse française Alizée, sorti en avril 2001 et extrait de l'album Gourmandises.
En 2024, Bouss (rappeur français) fait référence a cette chanson dans les paroles suivante "Parler tout bas comme Alizée" dans son titre intitulé également "Parler tout bas".

## Vidéo
L'acteur dans la vidéo, Jérôme Devoise, est le même que celui de la vidéo de Moi... Lolita.
La vidéo a été réalisée le 25 avril 2001 par Laurent Boutonnat. Première diffusion sur M6.

## Liste de titres
CD Single
1. Parler tout bas — 4:35
2. Parler tout bas (instrumentale) — 4:35

Digital
1. Parler tout bas — 4:35

EP Digital (2025)
1. Single Version — 4:43
2. Radio Edit — 4:04
3. Instrumental — 4:39

## Classements par pays, certifications et ventes
| Classement (2001)               | Position |
| ------------------------------- | -------- |
| Belgique (Ultratop 50 Wallonia) | 15       |
| France (SNEP) Singles Chart     | 12       |
| Taïwan (Hit Fm Top 100)         | 9        |
| Classement annuel               | Position |
| 2001 France SNEP Singles Chart  | 59       |

| Pays   | Certifications | Ventes  |
| ------ | -------------- | ------- |
| France | Argent         | 144 000 |